# 1752 van Herk
1752 van Herk eller 1930 OK är en asteroid i huvudbältet som upptäcktes den 22 juli 1930 av den holländske astronomen Hendrik van Gent i Johannesburg. Den har fått sitt namn efter den nederländske astronomen Gijsbert van Herk.
Asteroiden har en diameter på ungefär 4 kilometer och den tillhör asteroidgruppen Flora.